# Coronavirus mới
Một chủng coronavirus mới (ký hiệu: nCoV) là bất kỳ loại coronavirus nào mới được phát hiện gần đây có mang mầm bệnh nhưng chưa được đặt tên vĩnh viễn. Mặc dù coronavirus là chủng loài đặc hữu ở người và thường gây nhiễm trùng nhẹ (như cảm lạnh thông thường, xảy ra do coronavirus ở người trong khoảng 15% các trường hợp), lây truyền qua các loài đã tạo ra một số chủng độc lực bất thường có thể gây viêm phổi do virus và trường hợp nghiêm trong thậm chí gây ra các hội chứng suy hô hấp cấp tính. Gần đây nhất, vào cuối năm 2019, một chủng coronavirus mới được gọi tạm thời là 2019-nCoV, đã gây ra một dịch bệnh viêm phổi, nơi bắt nguồn là thành phố Vũ Hán của Trung Quốc và sau đó lan rộng ra thế giới. Hiện tại chủng virus này đã có tên chính thức là SARS-CoV-2.

## Các chủng
Các chủng virus sau ban đầu từng được gọi là "coronavirus mới", thường đi kèm với năm phát hiện, trước khi được định danh cố định:
| Tên ban đầu | Tên chính thức                                                             | Tên không chính thức                           | Vật chủ ban đầu | Nơi phát hiện        | Gây bệnh                                                                                           |
| ----------- | -------------------------------------------------------------------------- | ---------------------------------------------- | --------------- | -------------------- | -------------------------------------------------------------------------------------------------- |
| 2019-nCoV   | Virus corona gây hội chứng hô hấp cấp tính nặng 2 (SARS-CoV-2)             | Virus SARS 2                                   | tê tê, dơi      | Vũ Hán, Trung Quốc   | Bệnh virus corona 2019 (COVID-19)                                                                  |
| 2012-nCoV   | Virus corona gây hội chứng hô hấp Trung Đông (MERS-CoV)                    | Virus Trung Đông, virus MERS, virus cúm lạc đà | lạc đà, dơi     | Jeddah, Ả Rập Xê Út  | Hội chứng hô hấp Trung Đông (MERS)                                                                 |
| 2005-nCoV   | Virus corona ở người HKU1 (HCoV-HKU1)                                      | New Haven virus                                | chuột           | Hồng Kông            | một loại hội chứng hô hấp virus corona chưa được đặt tên, cực hiếm, thường chỉ gây triệu chứng nhẹ |
| 2002-nCoV   | Virus corona gây hội chứng hô hấp cấp tính nặng (SARS-CoV hoặc SARS-CoV-1) | Virus SARS hoặc Virus SARS 1                   | cầy hương, dơi  | Phật Sơn, Trung Quốc | hội chứng hô hấp cấp tính nặng (SARS)                                                              |
| 1. 2. 3. 4. |                                                                            |                                                |                 |                      | |

Cả bốn chủng virus đều thuộc chi Betacoronavirus trong nhóm coronavirus.

## Từ nguyên
Từ "mới" ám chỉ rằng "một mầm bệnh mới của một loài coronavirus đã biết trước đó" (tức là một họ đã biết) của virus. Việc sử dụng từ này là phù hợp với thực tiễn tốt nhất để đặt tên cho các bệnh truyền nhiễm mới bùng phát, nó đã được Tổ chức Y tế Thế giới (WHO) công bố vào năm 2015. Trong lịch sử, mầm bệnh đôi khi được đặt tên theo địa điểm, cá nhân hoặc loài cụ thể. Tuy nhiên, thuật ngữ này hiện đang được WHO khuyến khích.